# Neoplan

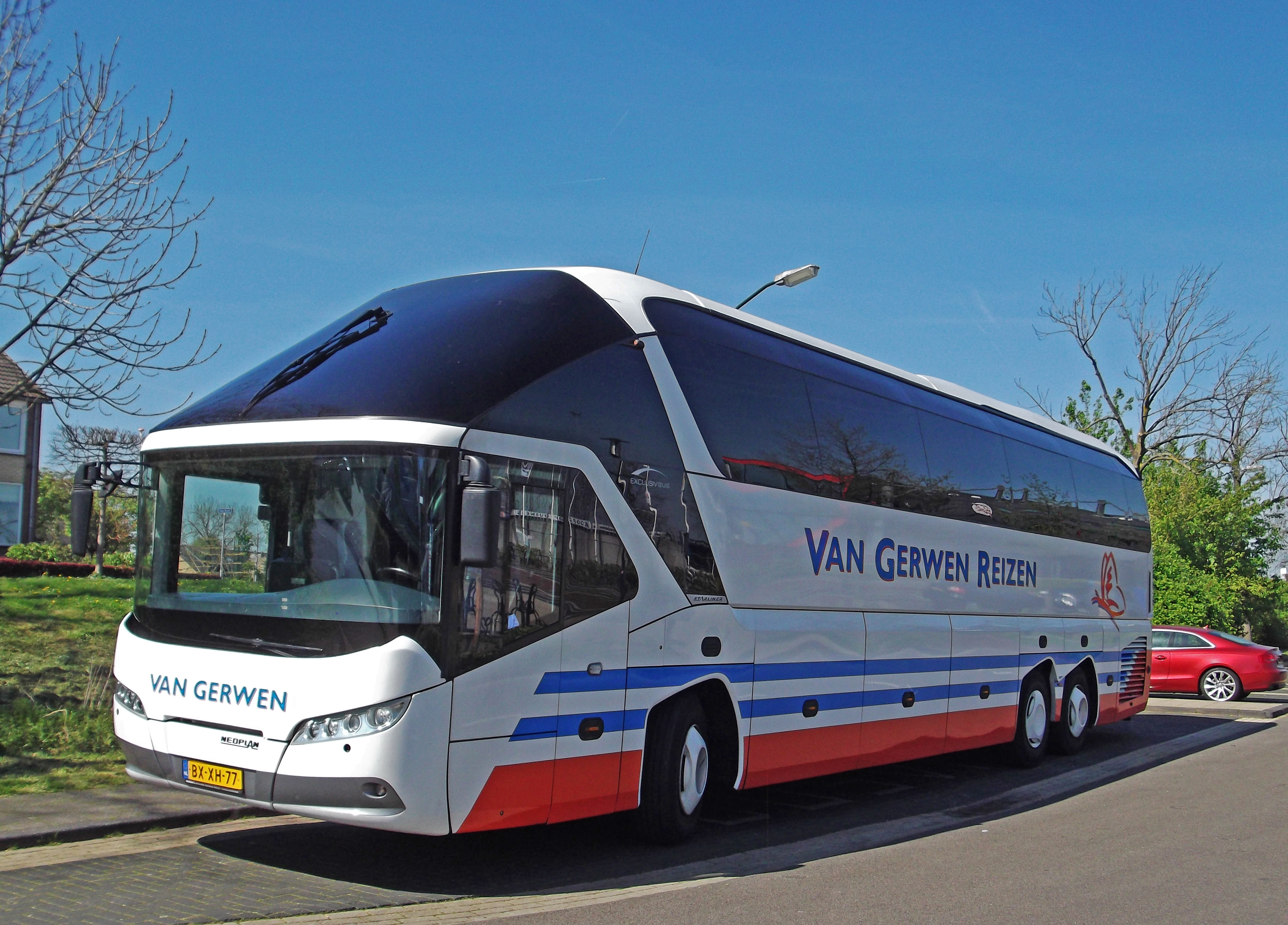
Neoplan Starliner II generacji

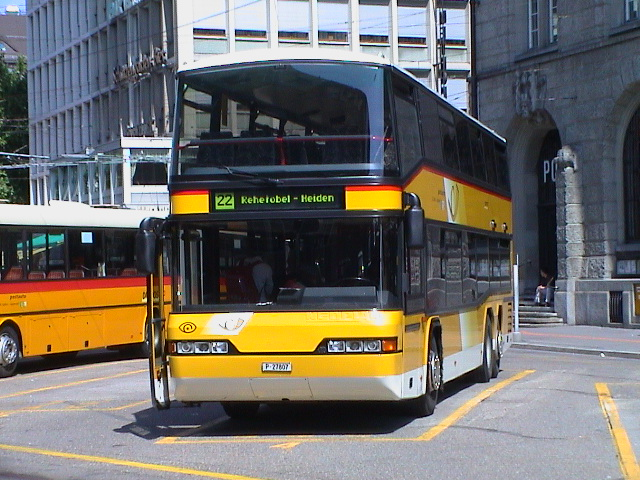
Dwupokładowy autobus miejski Neoplan N4026

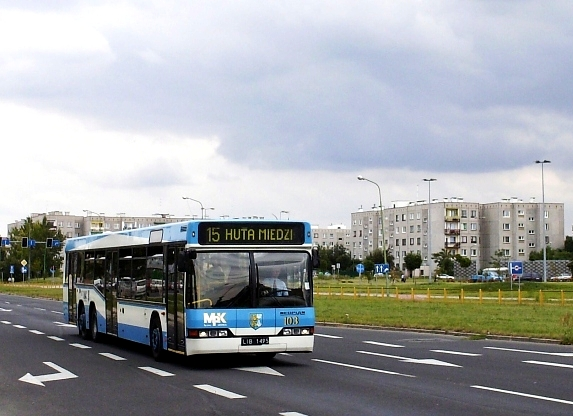
Piętnastometrowy Neoplan N4020 – miejski autobus na ulicach Legnicy

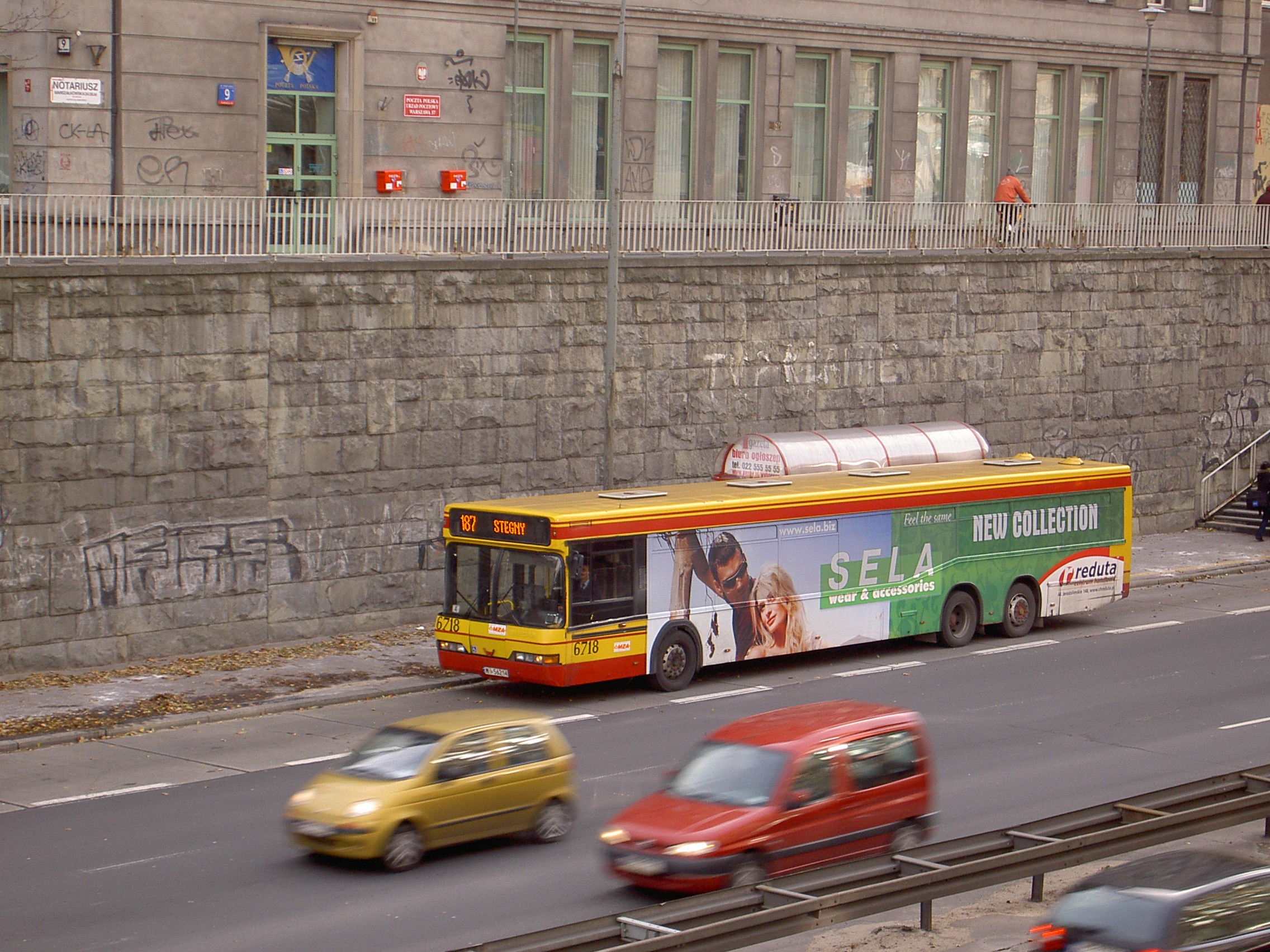
Neoplan N4020 wyprodukowany przez Neoplan Polska na Trasie Łazienkowskiej w Warszawie

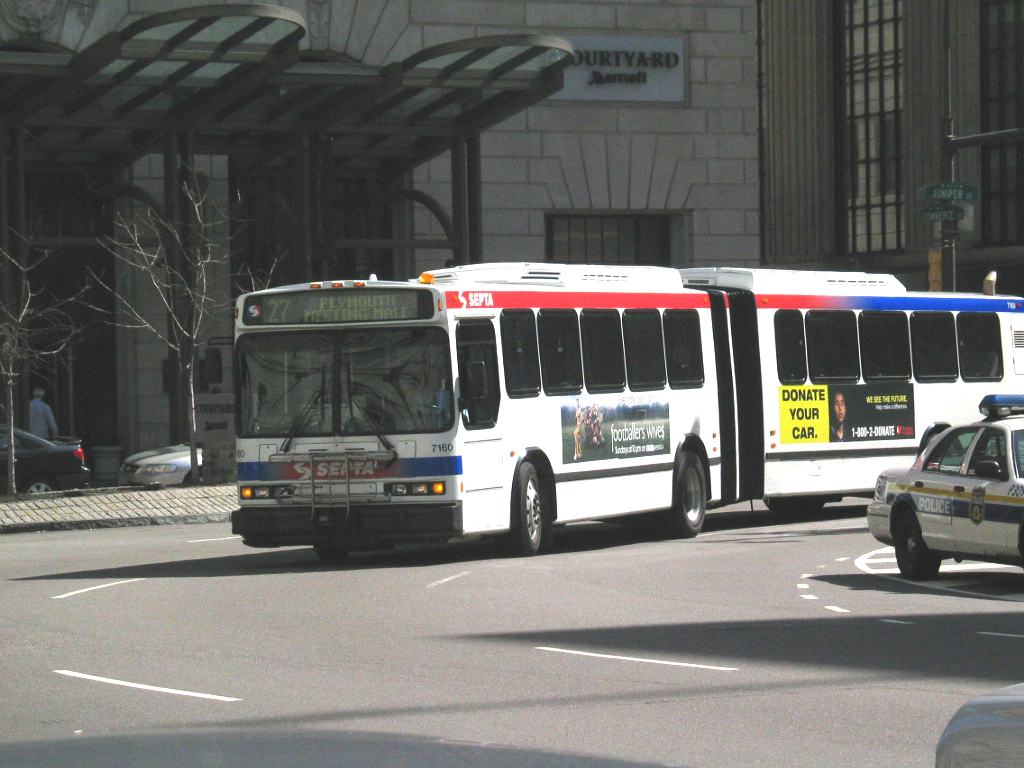
Przegubowy miejski autobus Neoplan w Filadelfii (USA)

Neoplan – marka autobusów produkowanych przez MAN Truck & Bus AG, do 2008 funkcjonowało odrębne przedsiębiorstwo – Neoplan Bus GmbH.

## Historia

### Gottlob Auwärter GmbH & Co. KG
Spółka została założona 1 lipca 1935 r. przez Gottloba Auwärtera, jako „Gottlob Auwärter GmbH & Co. KG”. Zajmowała się produkcją autobusów oraz podwozi pojazdów ciężarowych. Mocno rozwinęła się w czasie II wojny światowej ze względu na duże zapotrzebowanie na ciężarówki dla wojska. Od 1953 r. produkowało autobusy pod własną marką Neoplan. Wtedy też w zakładach Neoplan powstały pierwsze autobusy lotniskowe, a w krótkim czasie Neoplan stał się liderem na rynku autobusów lotniskowych. Stało się tak za sprawą niskiej podłogi w autobusie (350 mm od nawierzchni), która ułatwiała wsiadanie i wysiadanie podróżnym. W 1961 r. na salonie motoryzacyjnym w Genewie miała miejsce premiera pierwszego autokaru turystycznego Neoplan Hamburg. Nowy model wywołał duże zainteresowanie swoim designem, co przysporzyło przedsiębiorstwu wielu klientów. W 1967 r. miała miejsce premiera pierwszego piętrowego autokaru – Neoplana Skylinera. Cztery lata później, w 1971 r., odbyła się premiera Neoplana Citylinera, który odznaczał się detalami z włókna szklanego, szatnią na pokładzie oraz toaletą przy środkowych drzwiach. W 1973 r. miała miejsce premiera modelu Jetliner, natomiast w 1975 r. zaprezentowano model Jumbocruiser. Ten mierzący 18 m długości i 4 m wysokości kolos jest do dziś największym autobusem wyprodukowanym w historii. Korzystając z doświadczenia w produkcji autobusów lotniskowych w 1977 r. Neoplan zaprezentował model N814, który był pierwszym na świecie niskopodłogowym autobusem miejskim. Jednocześnie na rynek wszedł autokar Neoplan Spaceliner, który oferował duża przestrzeń we wnętrzu i pojemność porównywalną z autokarem piętrowym. W 1974 r.
Neoplan otwarł nową fabrykę w Kumasi na terenie Ghany na rynek afrykański, a w 1981 roku otworzono fabryki na terenie USA – w Lamar (Kolorado) i w Honey Brook (Pensylwania). Od tego czasu Neoplan był obecny na rynku amerykańskim.
1988 rok przyniósł premierę rodziny autobusów miejskich Neoplan Metroliner, których nadwozie wykonano z poliwęglanu. Autobus został nagrodzony tytułem Bus of the Year 1990. W 1996 r. miała miejsce premiera nowego autokaru Neoplan Starliner, który za innowacyjne rozwiązania dostał tytuł Coach of the Year 2000. Do 2002 roku sprzedano łącznie ponad 750 sztuk tego modelu.

#### Neoplan w Polsce
Od stycznia 1982 r. w berlińskiej fabryce przedsiębiorstwa Neoplan był zatrudniony inż. Krzysztof Olszewski. W 1985 r. został on dyrektorem tego zakładu, zaś od roku 1994 łączył tę pracę z prowadzeniem samodzielnego Biura Handlowego w Warszawie, a później przedsiębiorstwa Neoplan Polska Sp. z o.o., będących przedstawicielstwami przedsiębiorstwa Neoplan. W 1995 r. Neoplan Polska wygrał przetarg na dostawę 72 niskopodłogowych autobusów miejskich dla Poznania. W związku z tym zadecydowano o budowie fabryki autobusów na terenie Polski w Bolechowie (woj. wielkopolskie). Produkowane tam autobusy zyskały duże powodzenie na rynku polskim ze względu na nowocześniejsze rozwiązania techniczne stosowane przez Neoplana w stosunku do krajowej konkurencji. Autobusy miejskie Neoplan można zobaczyć m.in. na ulicach Poznania, Warszawy, Katowic, Legnicy, Gdańska, czy też Gdyni. Pod koniec lat 90. Krzysztof Olszewski liczył na rozwój współpracy z przedsiębiorstwem Gottlob Auwärter GmbH, które w grudniu 1999 roku kupiło 30% akcji Neoplan Polska. Planowano wspólną produkcję w Polsce do 600 sztuk autokarów „Neoplan” rocznie. Po przejęciu przedsiębiorstwa Gottlob Auwärter GmbH przez MAN-a te plany się nie powiodły. Dlatego we wrześniu 2001 roku Krzysztof Olszewski odkupił od Neoplana jego udziały w swojej spółce i zmienił jej nazwę na Solaris Bus & Coach Sp. z o.o. W latach 2005–2009 w fabryce MAN w Sadach k. Poznania produkowane były autobusy Neoplan Centroliner.

### W ramach grupy MAN
W 2001 roku Komisja Europejska zatwierdziła fuzję przedsiębiorstw Neoplan oraz MAN Nutzfahrzeuge AG. Od tego czasu Neoplan jest częścią grupy MAN. Dwa lata później oba przedsiębiorstwa zaprezentowały wspólnie stworzony model Neoplan Tourliner. W 2004 roku zaprezentowano drugą generację Neoplana Starlinera, który zdobył tytuł Coach of the Year 2006. W 2006 roku zaprezentowano także nową generację Citylinera, a wkrótce także Skyliner doczekał się nowej odsłony. W 2009 r. z linii montażowej zjechał ostatni autobus miejski Neoplan. Obecnie produkowane są jedynie modele lotniskowe w kooperacji ze słoweńskim przedsiębiorstwem Tovarna Vozil Maribor (TVM). Neoplan jest obecny na rynkach Europy, Azji, Ameryki Północnej i Afryki.

## Zakłady produkcyjne

### Zakłady na terenie Niemiec
- Stuttgart – pierwszy zakład Neoplana, został zamknięty na przełomie lat 2005 i 2006. Później istniało tu muzeum spółki, jednak zostało ono przeniesione do Pilsting. Zakłady zostały rozebrane w 2007 roku, obecnie na tym terenie znajduje się zabudowa mieszkalna.
- Pilsting (Bawaria) – pierwsza filia Neoplana założona w 1973 r., długo największa fabryka spółki. Od 2008 r. zaprzestano produkcji, zakłady przejęło przedsiębiorstwo Viseon Bus GmbH(inne języki), które zajmowało się zabudowami specjalnymi. Ponadto w Pilsting mieści się muzeum Neoplan.
- Berlin-Spandau – zakład czynny od 1981 r., w którym produkowano głównie autobusy miejskie. Produkcji zaprzestano w 2001 r., dziś mieści się tu centrum obsługi klienta.
- Ehrenhain (Turyngia) – produkcja miała ruszyć w 1990 roku, jednak fabryka została częścią Göppel Bus GmbH po oddzieleniu tego przedsiębiorstwa od Neoplana.
- Plauen (Saksonia) – przejęta w 1991 roku fabryka autobusów, w której dawniej powstawały m.in. pojazdy Ikarus. W zakładzie produkowano autobusy typu Centroliner, później autokary. Po 2015 roku znajduje się tu Centrum Modyfikacji Wnętrz Autobusów MAN.[7][8][9]

### Zakłady poza Niemcami
- Jinhua (Chiny) – pierwsza zagraniczna fabryka Gottlob Auwärter GmbH & Co. KG powstała jako spółka joint venture z chińskim przedsiębiorstwem China Youth Automotive, produkuje autobusy pod marką Neoplan i Youngman-Neoplan na rynek chiński.
- Kumasi i Accora (Ghana) – zakłady produkcyjne będące wspólną inwestycją Neoplana i rządu Ghany otwarte kolejno w 1974 i 1978 roku. Produkowany w nich był model na rynek afrykański Tropic, obecnie produkowany jest jego następca Neoplan Tropicliner.
- Bellville k. Kapsztadu (RPA) – fabryka Neoplan Southern Africa Ltd (spółka niezależna od MAN i Neoplan), która produkuje autobusy Tropicliner oraz wybrane europejskie modele na licencji.
- Lamar (Kolorado, USA) – fabryka powstała w 1981 r. pod nazwą Neoplan USA i produkowała autobusy i autokary na rynek USA. Została zlikwidowana po zapaści na rynku przewozów autokarowych w USA w 2006 r.
- Honey Brook (Pensylwania, USA) – fabryka powstała w odpowiedzi na duże zapotrzebowanie na autobusy i autokary na rynku amerykańskim, jednak ze względu na strajki i żądania podwyżek płac, została szybko zlikwidowana.
- Bolechowo-Osiedle (Polska) – fabryka została utworzona przez spółkę Neoplan Polska, w której Auwärter miał 30% udziałów i szybko stała się liderem na rynku autobusów miejskich w Polsce. W 2001 r. Krzysztof Olszewski odkupił udziały Auwärtera w spółce i zmienił nazwę na Solaris Bus & Coach Sp. z o.o.
- Mińsk (Białoruś) – autobusy miejskie Neoplan są produkowane przez białoruskie przedsiębiorstwo MAZ na licencji od 1996 roku do dziś jako modele MAZ 103, MAZ 105 i MAZ 107.
- Sady (Polska) – fabryka MAN, w której do 2017 były produkowane autokary na rynek europejski.
- Maribor (Słowenia) – fabryka przedsiębiorstwa Tovarna Vozil Maribor, które zajmuje się produkcją autobusów lotniskowych Neoplan.
- Ponadto na rynek europejski i turecki autokary Neoplan są produkowane przez zakłady MAN w Turcji. Podobna sytuacja ma miejsce na rynkach azjatyckich i w Hongkongu.

## Modele Neoplan

### Obecne modele
| Model               | Typ                                | Liczba miejsc (standard) | Długość   | Wysokość | Szerokość | Rozstaw osi        | Silnik | Skrzynia biegów                                                                                       |
| ------------------- | ---------------------------------- | ------------------------ | --------- | -------- | --------- | ------------------ | --- | --- |
| Neoplan Jetliner    | autokar dwuosiowy średniopokładowy | 53+1+1                   | 12 247 mm | 3 400 mm | 2 550 mm  | 6 120 mm           | MAN D20 R6 Common Rail turbodiesel Euro 6 360 KM lub 400 KM                                                       | 6-stopniowa manualna ZF lub 6-stopniowa automatycza ZF Ecolife lub 12-stopniowa manualna MAN TipMatic |
| Neoplan Jetliner C  | autokar dwuosiowy średniopokładowy | 57+1+1                   | 13 007 mm | 3 400 mm | 2 550 mm  | 6 880 mm           | MAN D20 R6 Common Rail turbodiesel Euro 6 360 KM lub 400 KM                                                       | 6-stopniowa manualna ZF lub 6-stopniowa automatycza ZF Ecolife lub 12-stopniowa manualna MAN TipMatic |
| Neoplan Tourliner   | autokar dwuosiowy wysokopokładowy  | 53+1+1                   | 12 113 mm | 3 840 mm | 2 550 mm  | 6 060 mm           | MAN D2676 LOH R6 Common Rail turbodiesel Euro 6 420 KM lub MAN D2676 LOH R6 Common Rail turbodiesel Euro 6 460 KM | 6-stopniowa manualna lub 12-stopniowa półautomatyczna ZF AS Tronic                                    |
| Neoplan Tourliner C | autokar trzyosiowy wysokopokładowy | 57+1+1                   | 13 373 mm | 3 840 mm | 2 550 mm  | 6 060 mm i 1470 mm | MAN D2676 LOH R6 Common Rail turbodiesel Euro 6 460 KM lub MAN D2676 LOH R6 Common Rail turbodiesel Euro 6 460 KM | 6-stopniowa manualna lub 12-stopniowa półautomatyczna ZF AS Tronic                                    |
| Neoplan Tourliner L | autokar trzyosiowy wysokopokładowy | 63+1+1                   | 13 913 mm | 3 840 mm | 2 550 mm  | 6 600 mm i 1470 mm | MAN D2676 LOH R6 Common Rail turbodiesel Euro 6 460 KM lub MAN D2676 LOH R6 Common Rail turbodiesel Euro 6 460 KM | 6-stopniowa manualna lub 12-stopniowa półautomatyczna ZF AS Tronic                                    |
| Neoplan Cityliner   | autokar dwuosiowy wysokopokładowy  | 51+1+1                   | 12 240 mm | 3 720 mm | 2 550 mm  | 6 060 mm           | MAN D2676 LOH R6 Common Rail turbodiesel Euro 6 420 KM lub MAN D2676 LOH R6 Common Rail turbodiesel Euro 6 460 KM | 12-stopniowa półautomatyczna MAN TipMatic                                                             |
| Neoplan Cityliner C | autokar trzyosiowy wysokopokładowy | 59+1+1                   | 12 990 mm | 3 720 mm | 2 550 mm  | 6 200 mm i 1470 mm | MAN D2676 LOH R6 Common Rail turbodiesel Euro 6 460 KM lub MAN D2676 LOH R6 Common Rail turbodiesel Euro 6 460 KM | 12-stopniowa półautomatyczna MAN TipMatic                                                             |
| Neoplan Cityliner L | autokar trzyosiowy wysokopokładowy | 63+1+1                   | 13 990 mm | 3 720 mm | 2 550 mm  | 6 550 mm i 1470 mm | MAN D2676 LOH R6 Common Rail turbodiesel Euro 6 460 KM lub MAN D2676 LOH R6 Common Rail turbodiesel Euro 6 460 KM | 12-stopniowa półautomatyczna MAN TipMatic                                                             |
| Neoplan Starliner C | autokar trzyosiowy wysokopokładowy | 59+1+1                   | 12 990 mm | 3 970 mm | 2 550 mm  | 6 200 mm i 1470 mm | MAN D2676 LOH R6 Common Rail turbodiesel Euro 6 460 KM lub MAN D2676 LOH R6 Common Rail turbodiesel Euro 6 460 KM | 12-stopniowa półautomatyczna MAN TipMatic                                                             |
| Neoplan Starliner L | autokar trzyosiowy wysokopokładowy | 63+1+1                   | 13 990 mm | 3 970 mm | 2 550 mm  | 6 550 mm i 1470 mm | MAN D2676 LOH R6 Common Rail turbodiesel Euro 6 460 KM lub MAN D2676 LOH R6 Common Rail turbodiesel Euro 6 460 KM | 12-stopniowa półautomatyczna MAN TipMatic                                                             |
| Neoplan Skyliner    | autokar trzyosiowy dwupokładowy    | 83+1+1                   | 14 000 mm | 4 000 mm | 2 550 mm  | 6 700 mm i 1470 mm | MAN D2676 LOH R6 Common Rail turbodiesel Euro 6 460 KM                                                            | 12-stopniowa półautomatyczna MAN TipMatic                                                             |

### Modele historyczne (wybrane)

#### Autokary
- Neoplan Hamburg

- Neoplan Megaliner(inne języki)
- Neoplan Jumbocruiser
- Neoplan Spaceliner(inne języki)
- Neoplan Transliner
- Neoplan Neobody
- Neoplan Trendliner
- Neoplan Euroliner

#### Autobusy miejskie
- Neoplan N814
- Neoplan N4026 (piętrowy)

Rodzina autobusów Neoplan Metroliner:
- Neoplan N4009
- Neoplan N4016
- Neoplan N4020
- Neoplan N4021

Autobusy z rodziny „Neoplan Metroliner” oferowano w wersji z poziomym lub pionowym usytuowaniem silnika – „tower drive”. Autobusy takie oznaczano dodatkowo literami „TD” w nazwie modelu (np. „Neoplan N4020TD”).
Rodzina autobusów Neoplan Centroliner
- N4407
- N4409
- N4411
- N4413 CNG
- N4416
- N4416 Ü
- N4420
- N4421
- N4426/3 (piętrowy)
- N4426/3 Ü (piętrowy)
- N4426/3 L (piętrowy)
- N4426/3 LÜ (piętrowy)

## Galeria

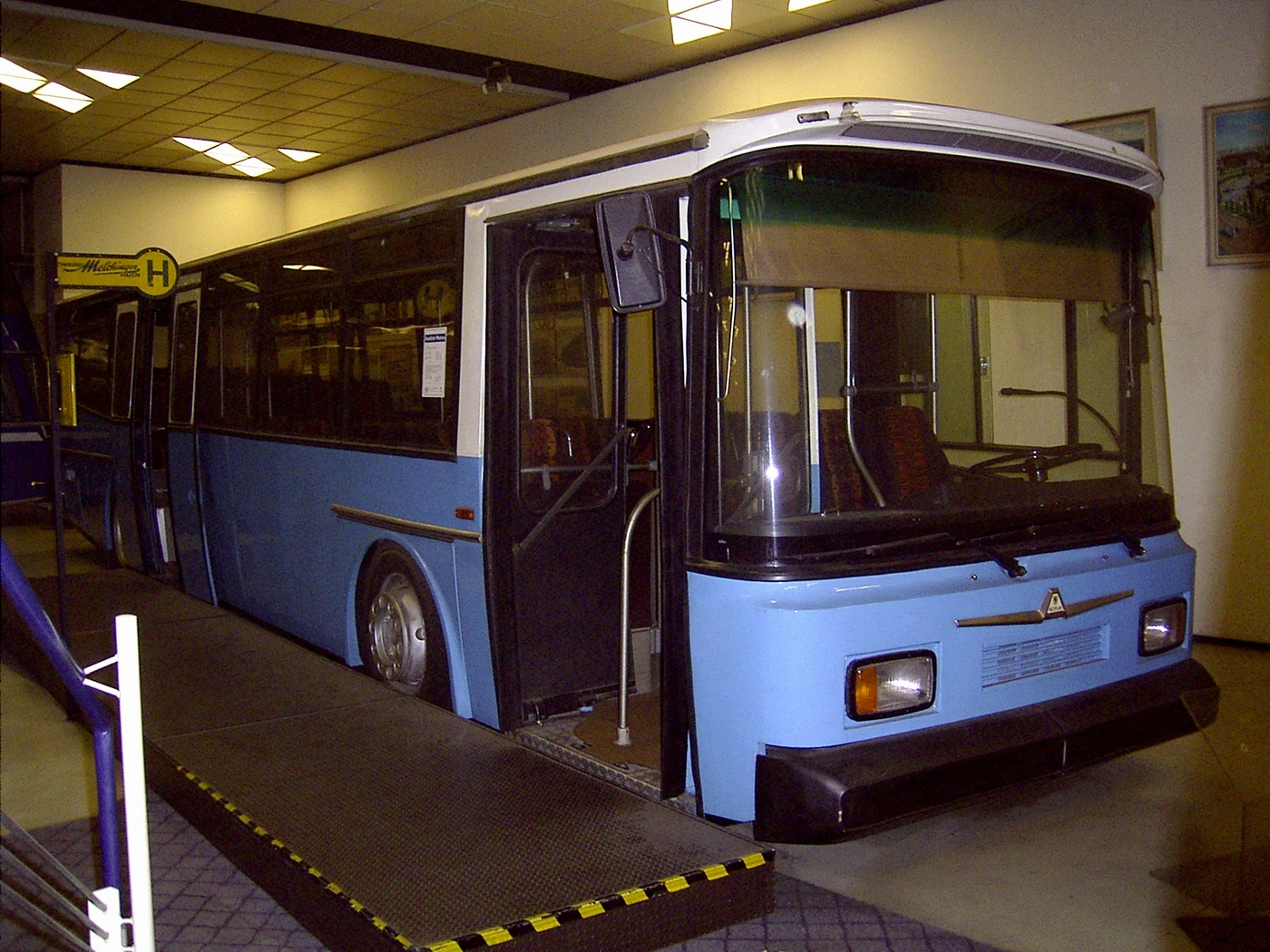
Pierwszy niskopodłogowy Neoplan N814 z 1977 r.
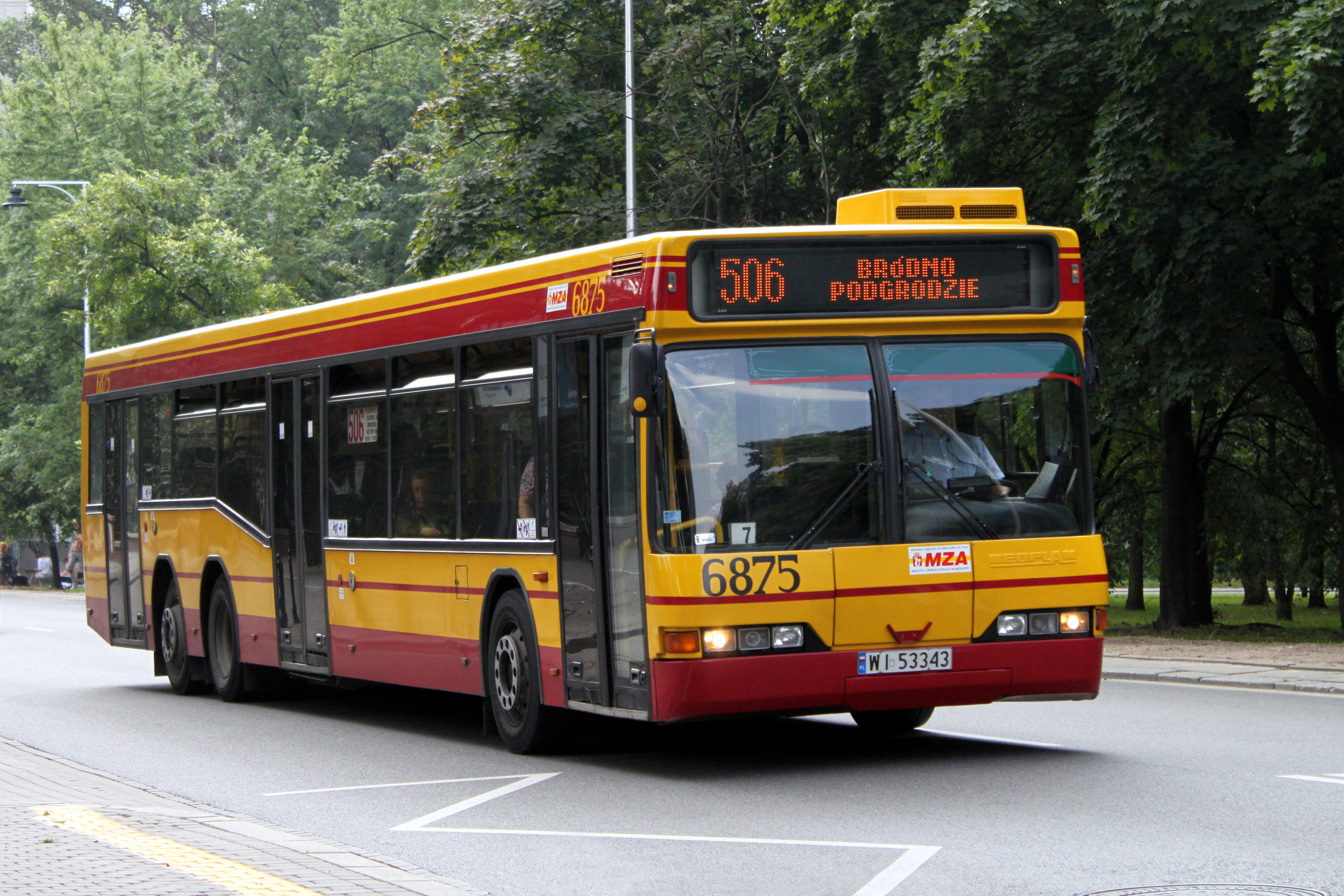
Neoplan N4020 o długości 15 m na ulicach Warszawy
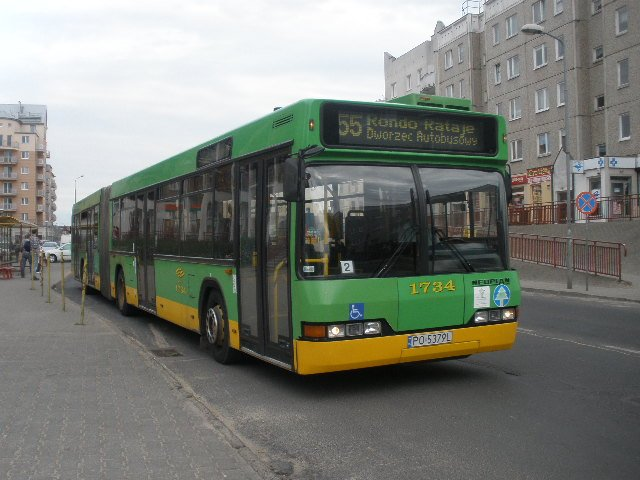
Przegubowy Neoplan N4021TD z MPK Poznań
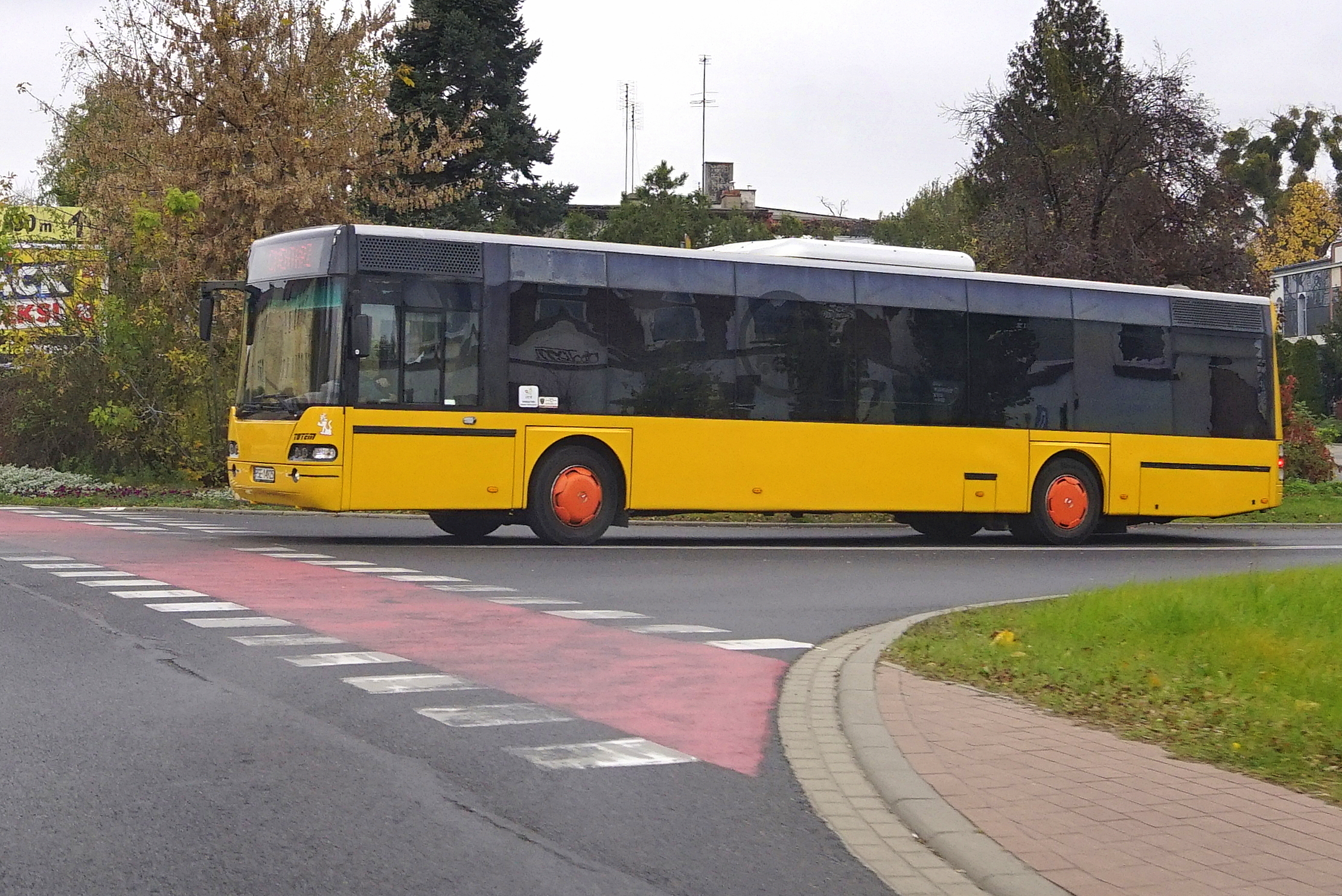
Neoplan Centroliner N4416 na ulicach Śremu
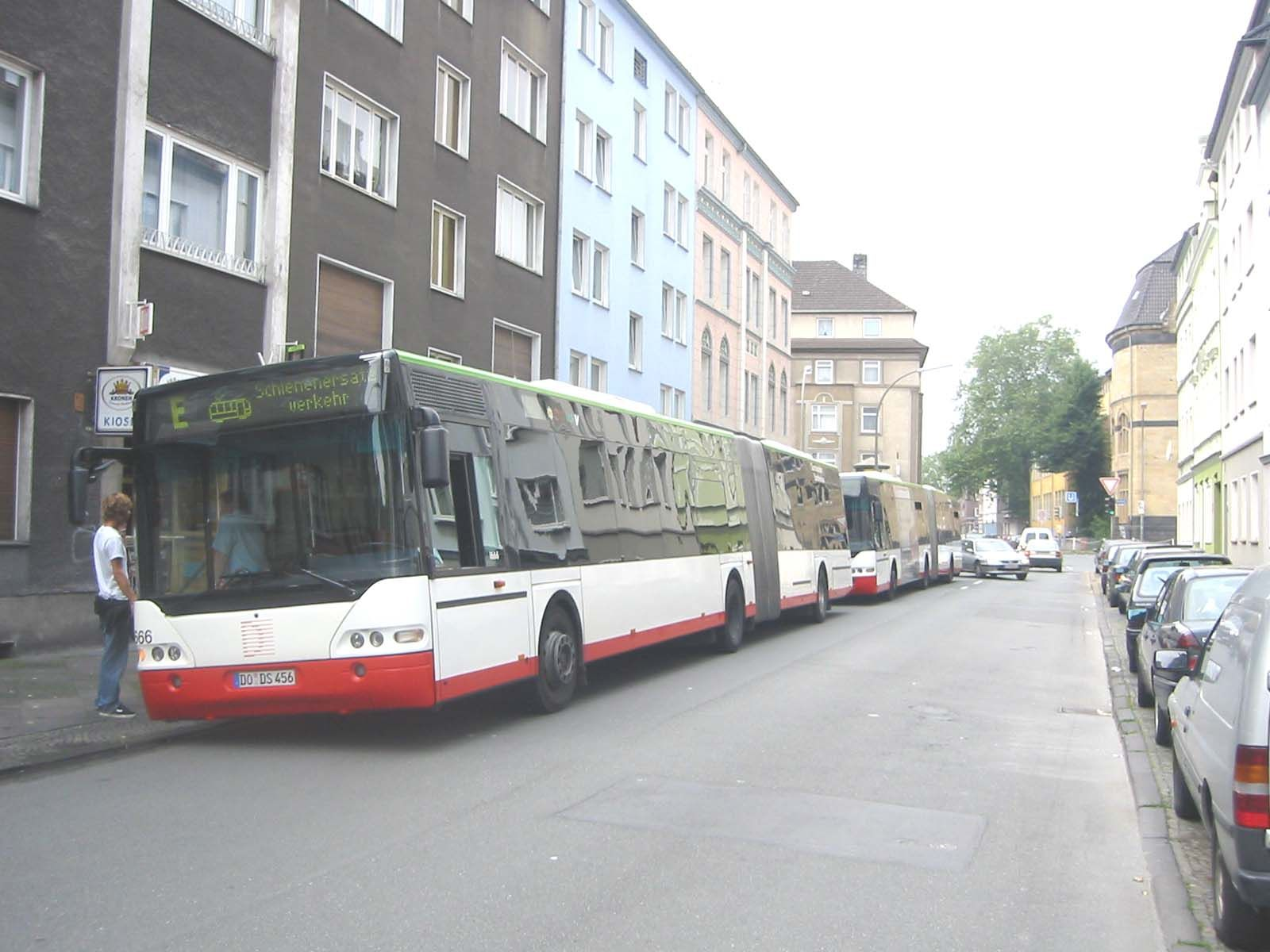
Neoplan N4421 Centroliner
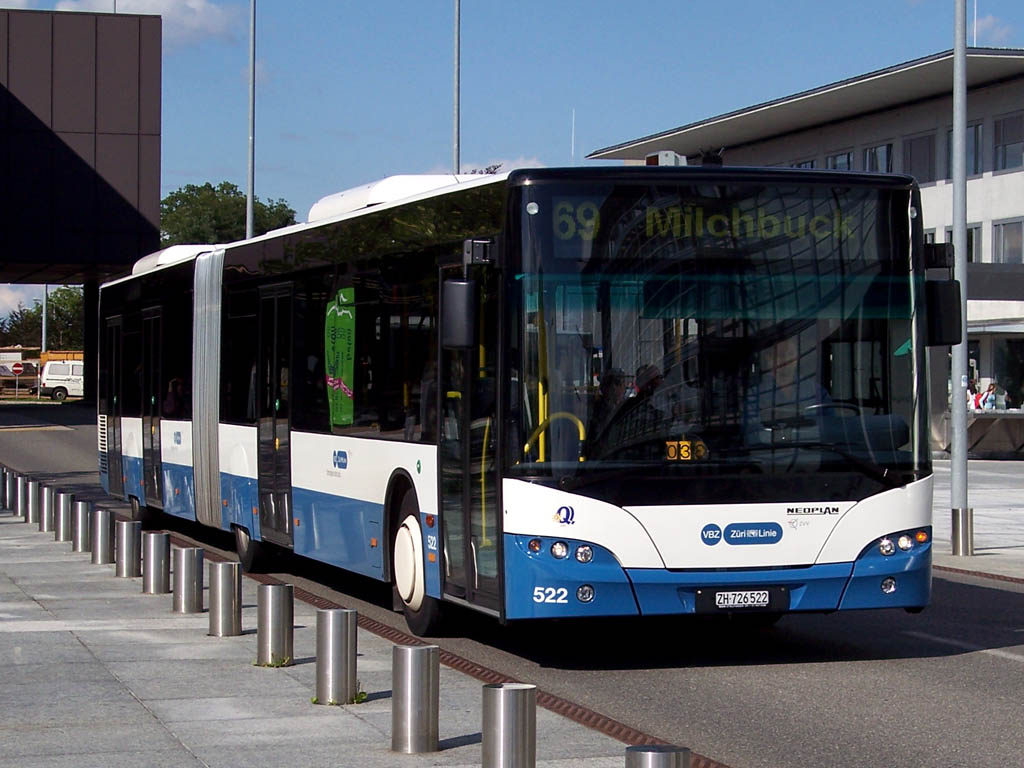
Neoplan N4522 Centroliner Evolution
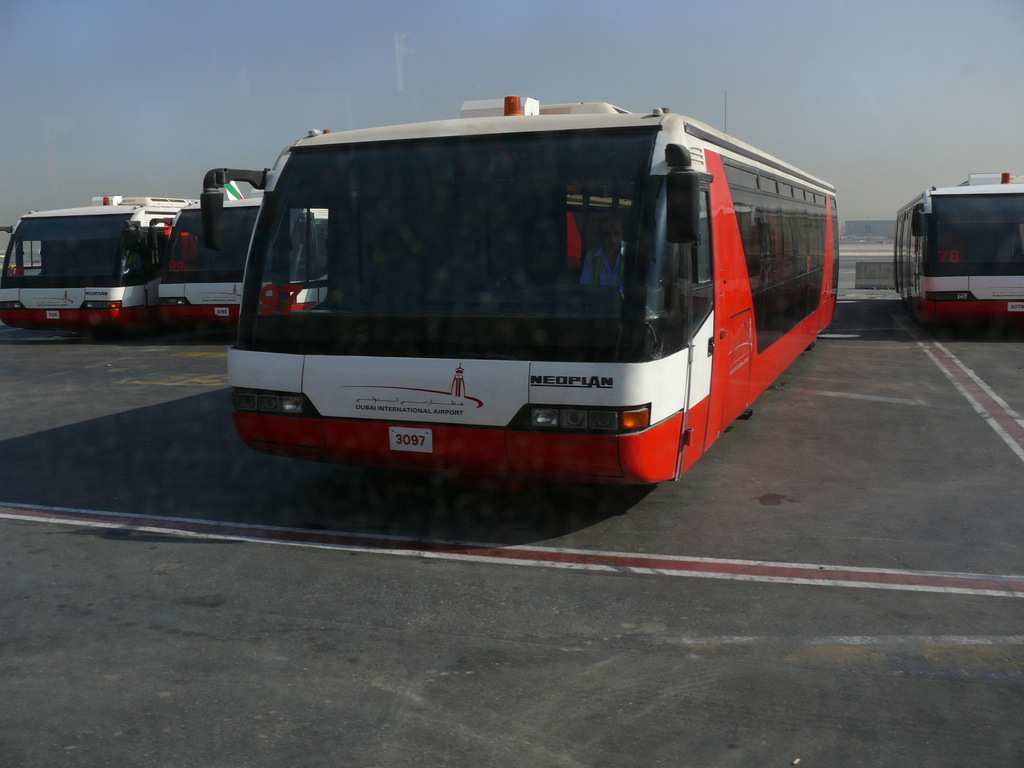
Autobus lotniskowy Neoplan Airliner(inne języki)
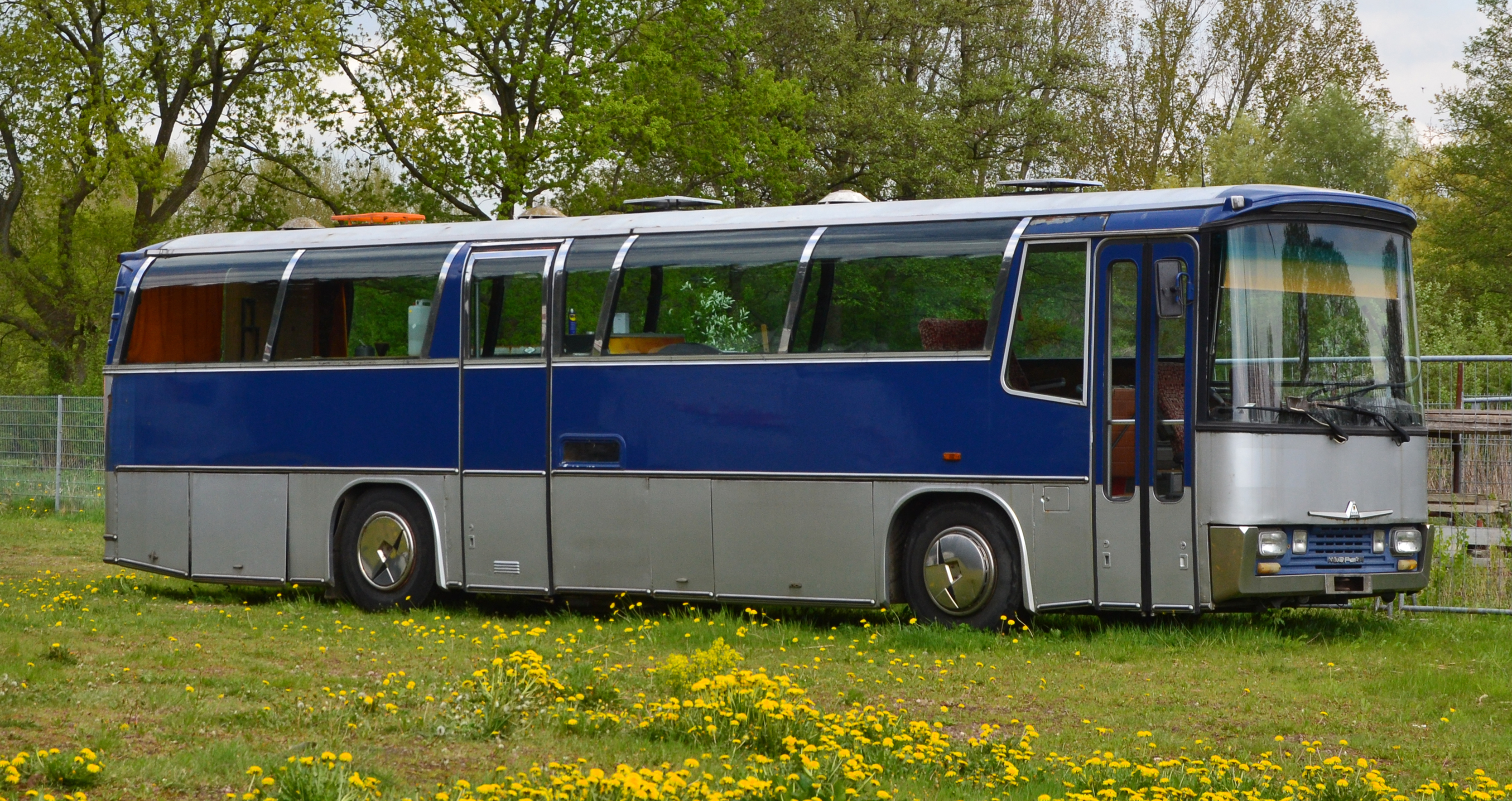
Neoplan Jetliner
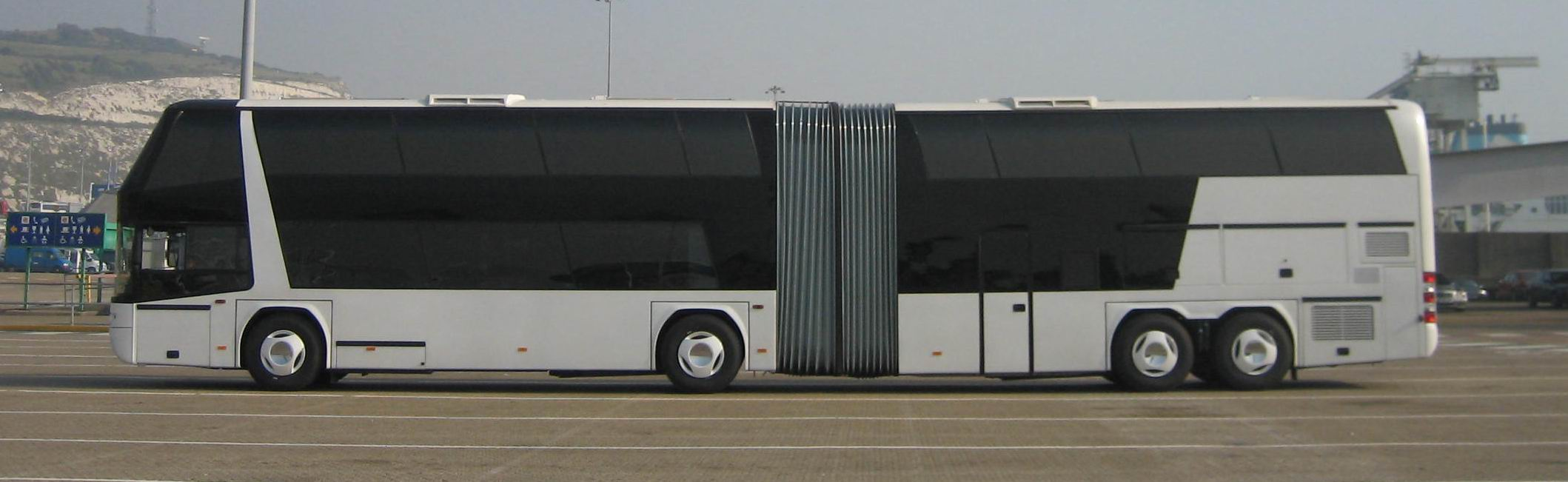
Neoplan Jumbocruiser
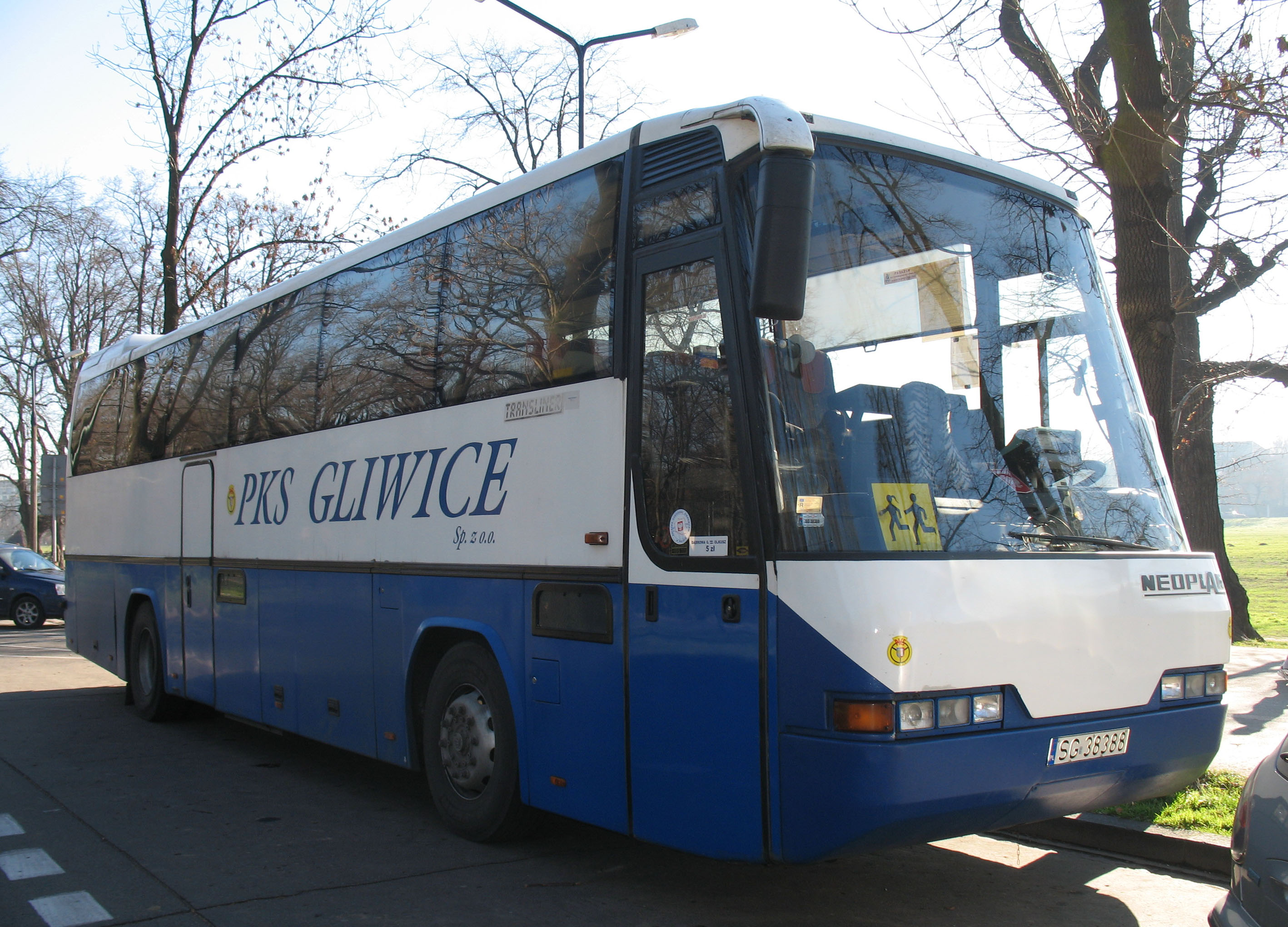
Neoplan Transliner
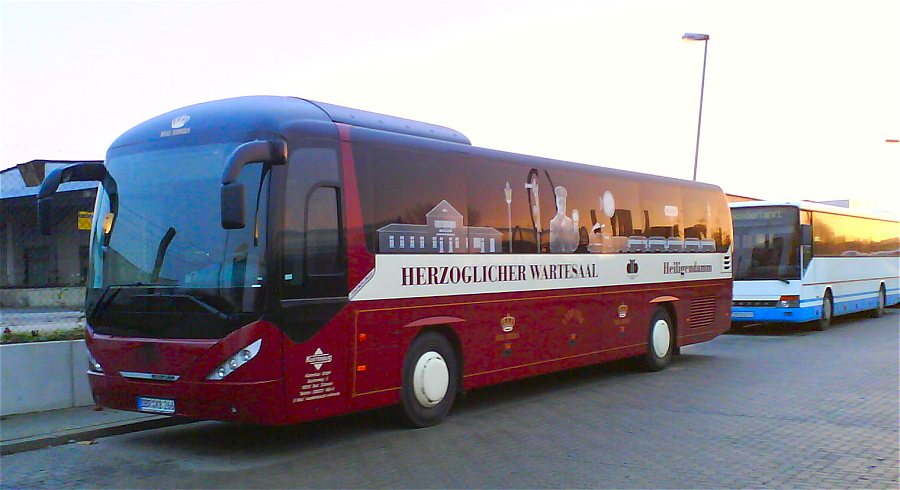
Neoplan Trendliner
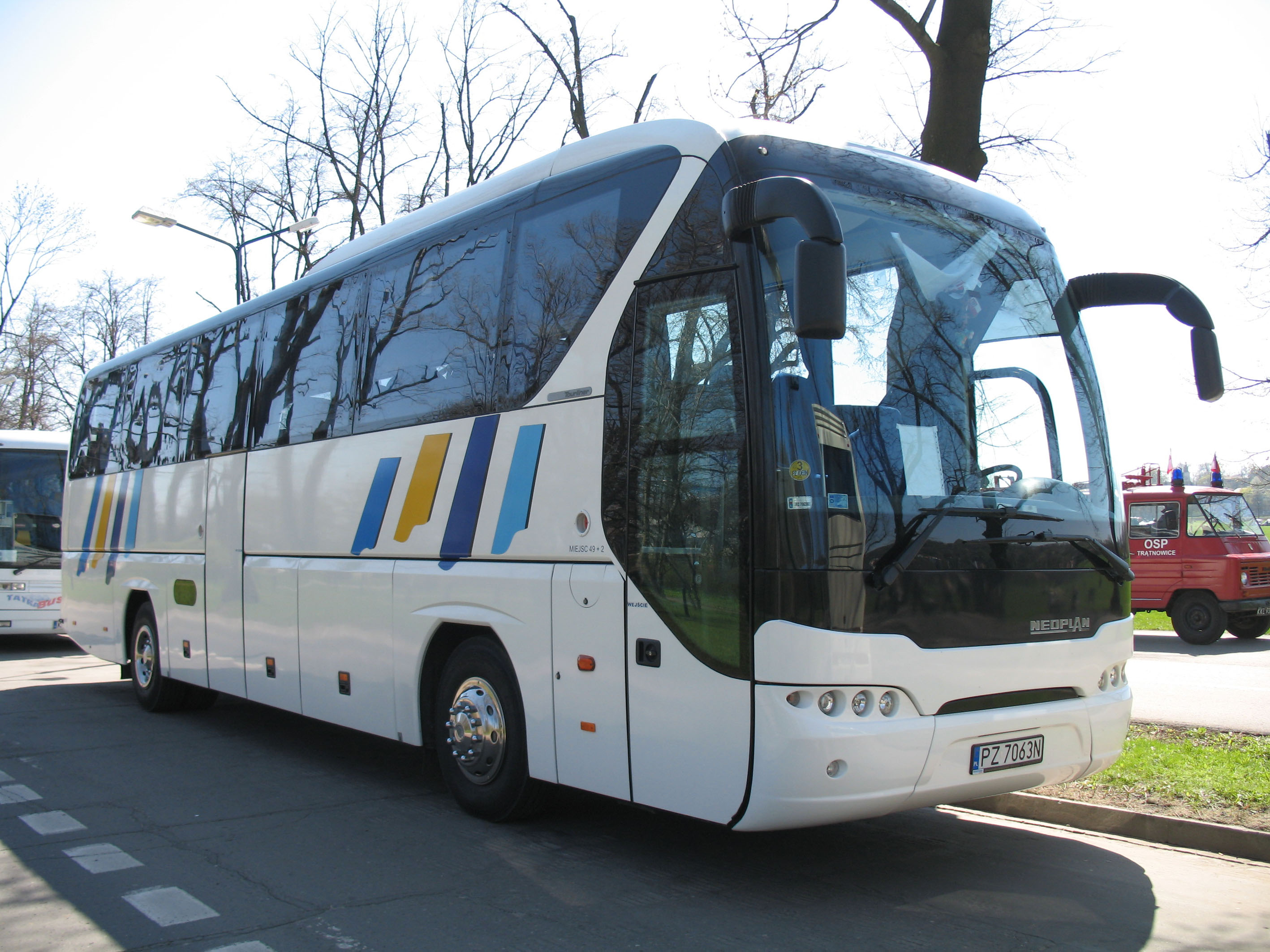
Neoplan Tourliner (I generacja)
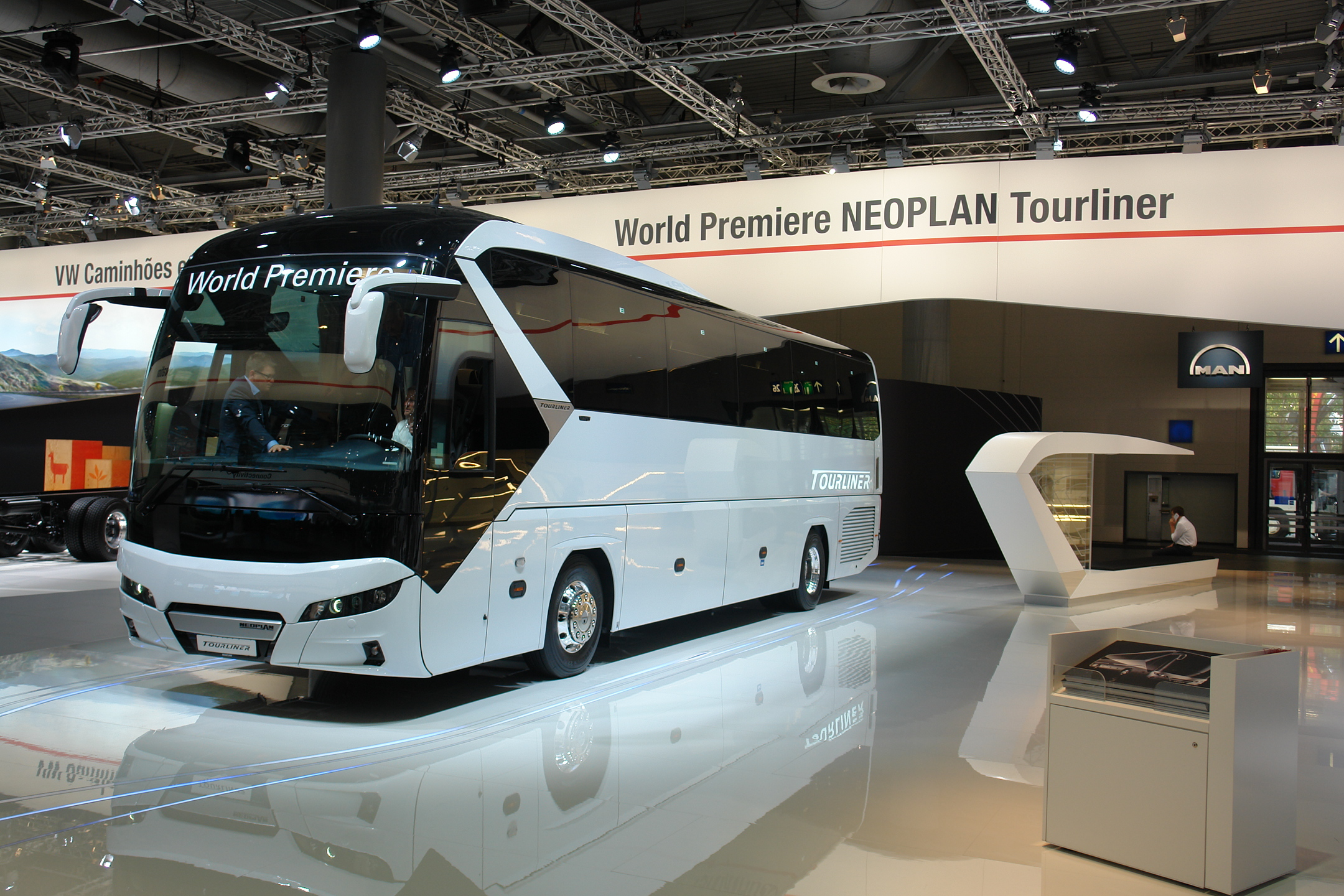
Neoplan Tourliner (II generacja)
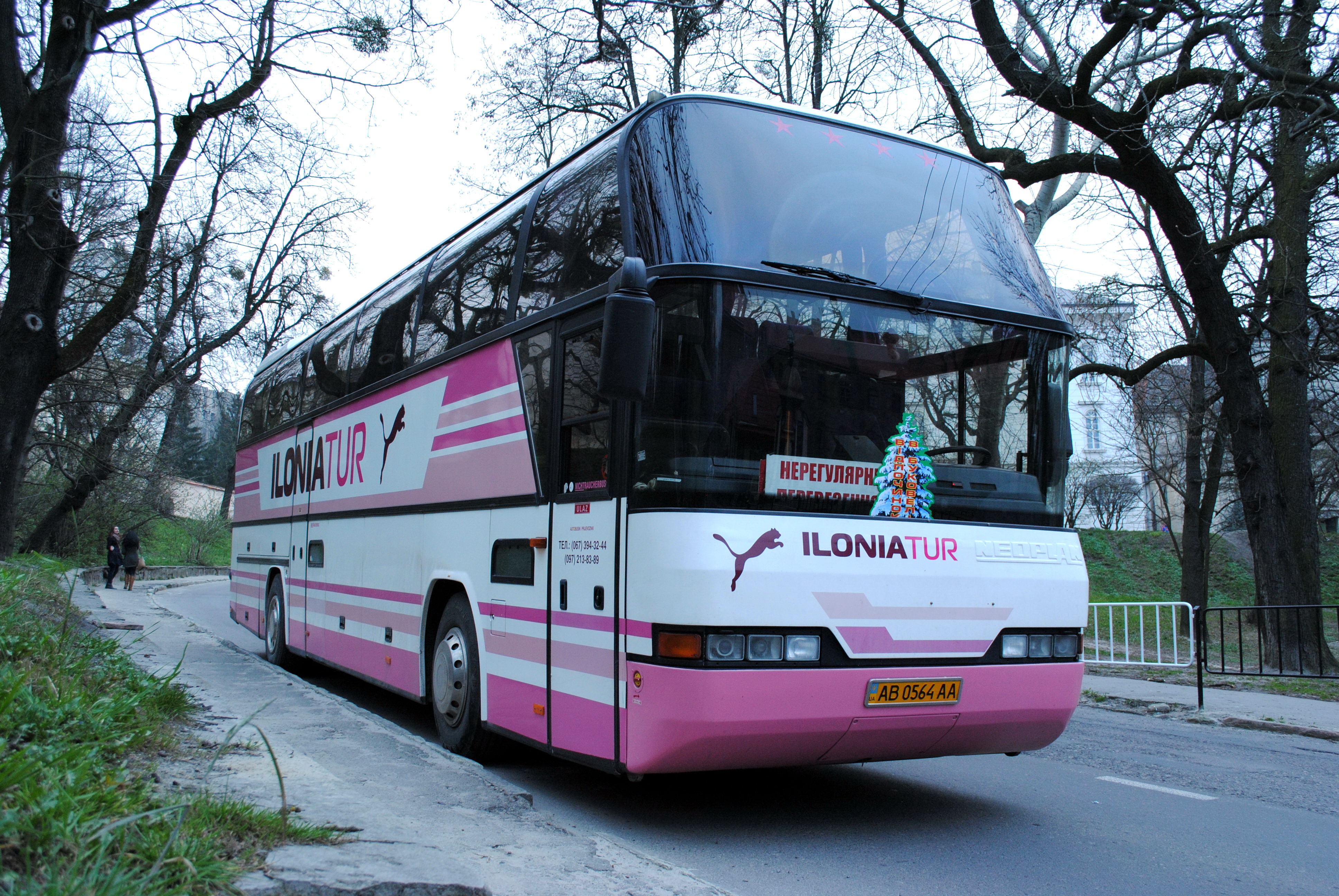
Neoplan Cityliner
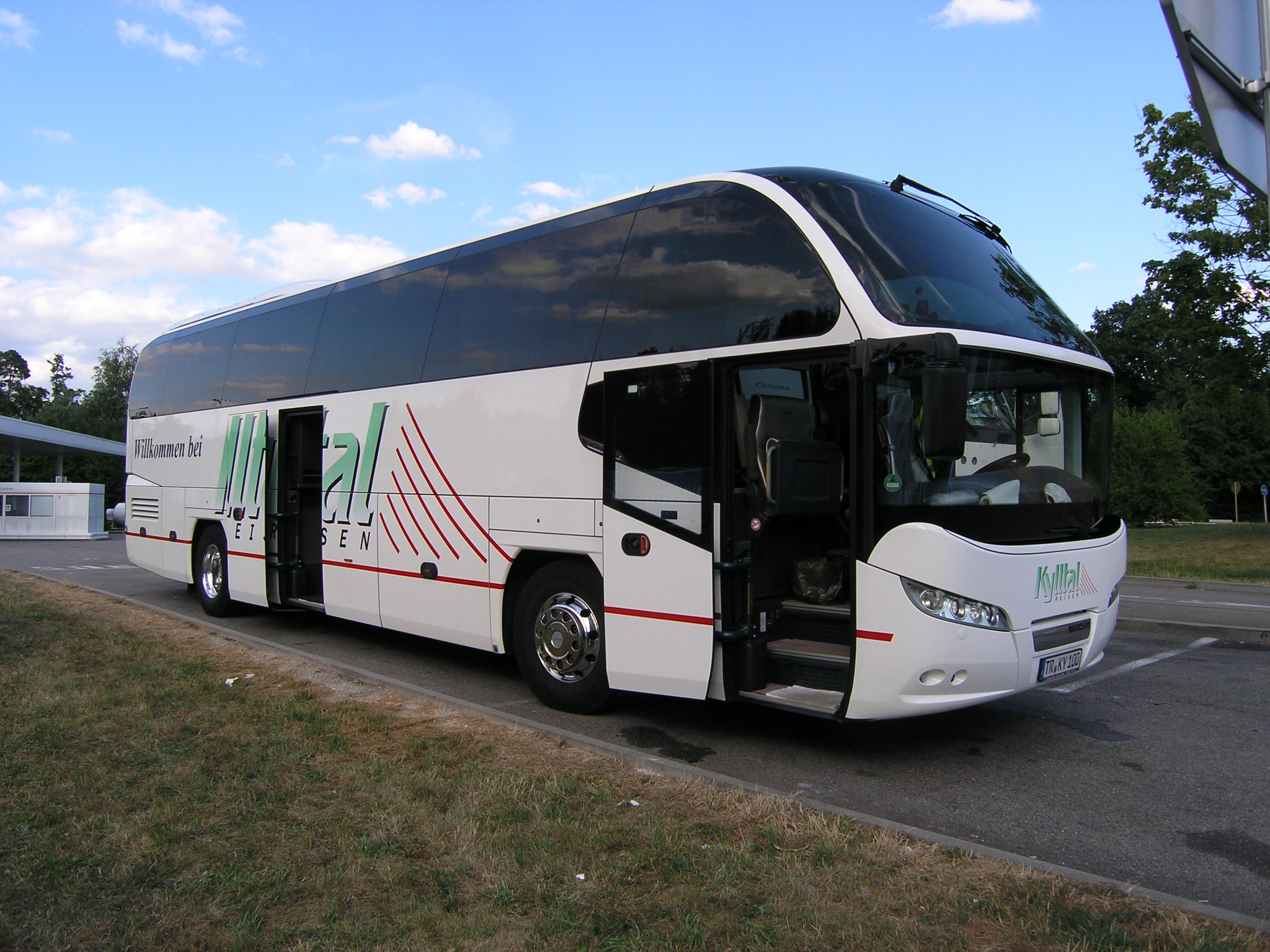
Neoplan Cityliner nowej generacji
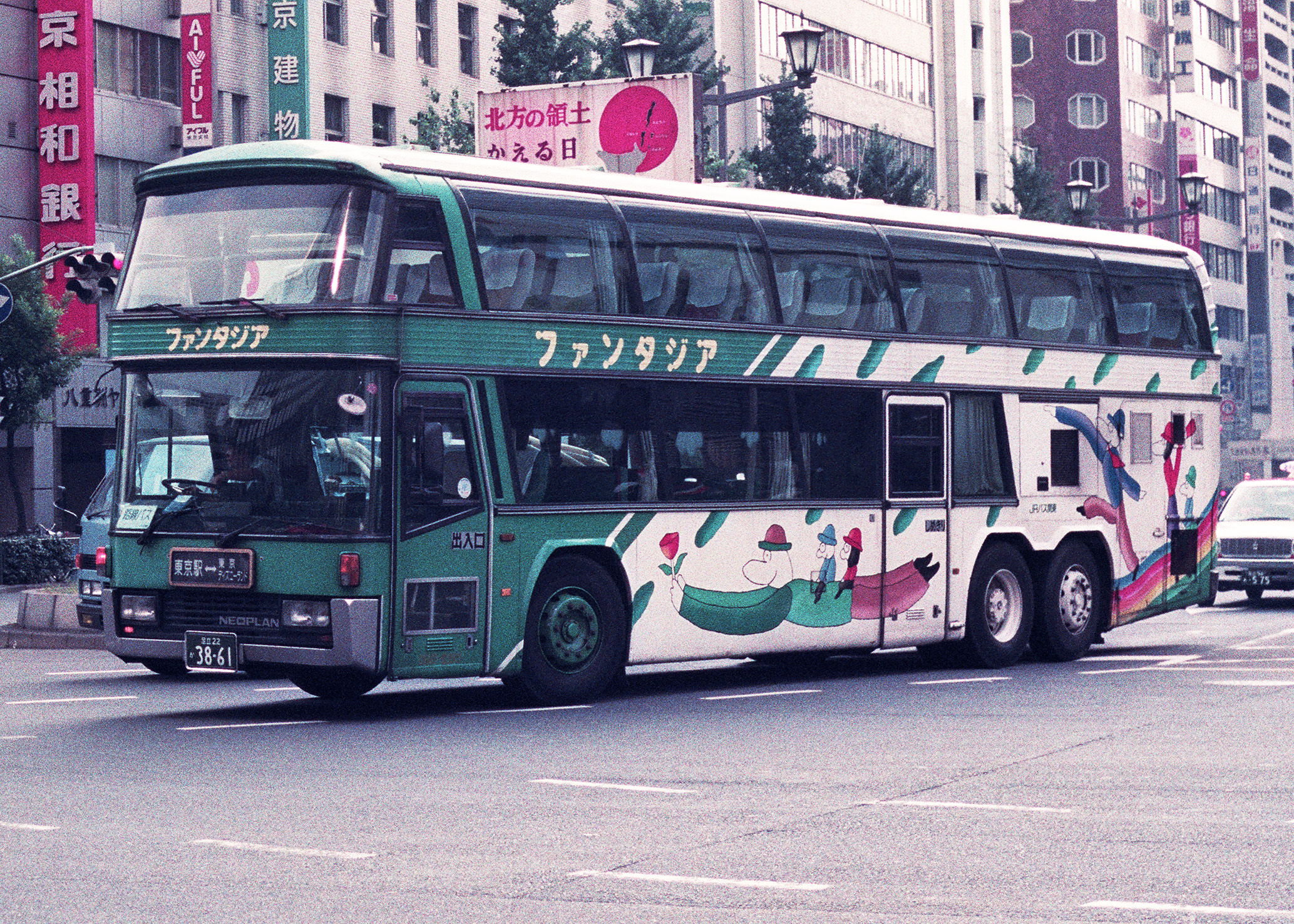
Neoplan Skyliner I generacji
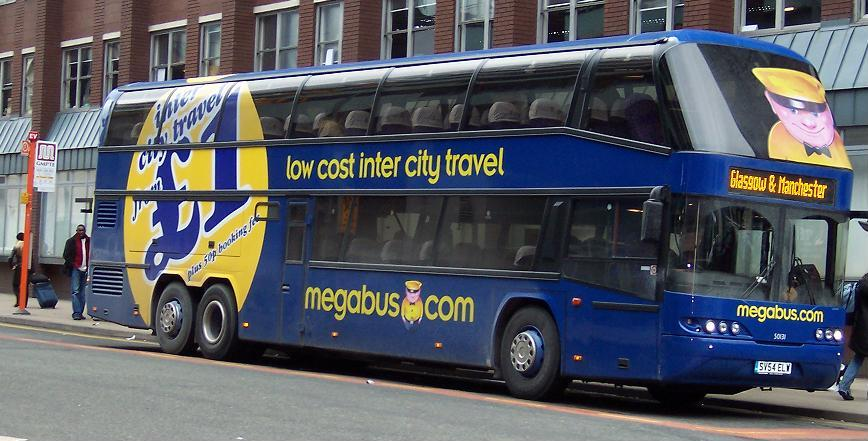
Neoplan Skyliner
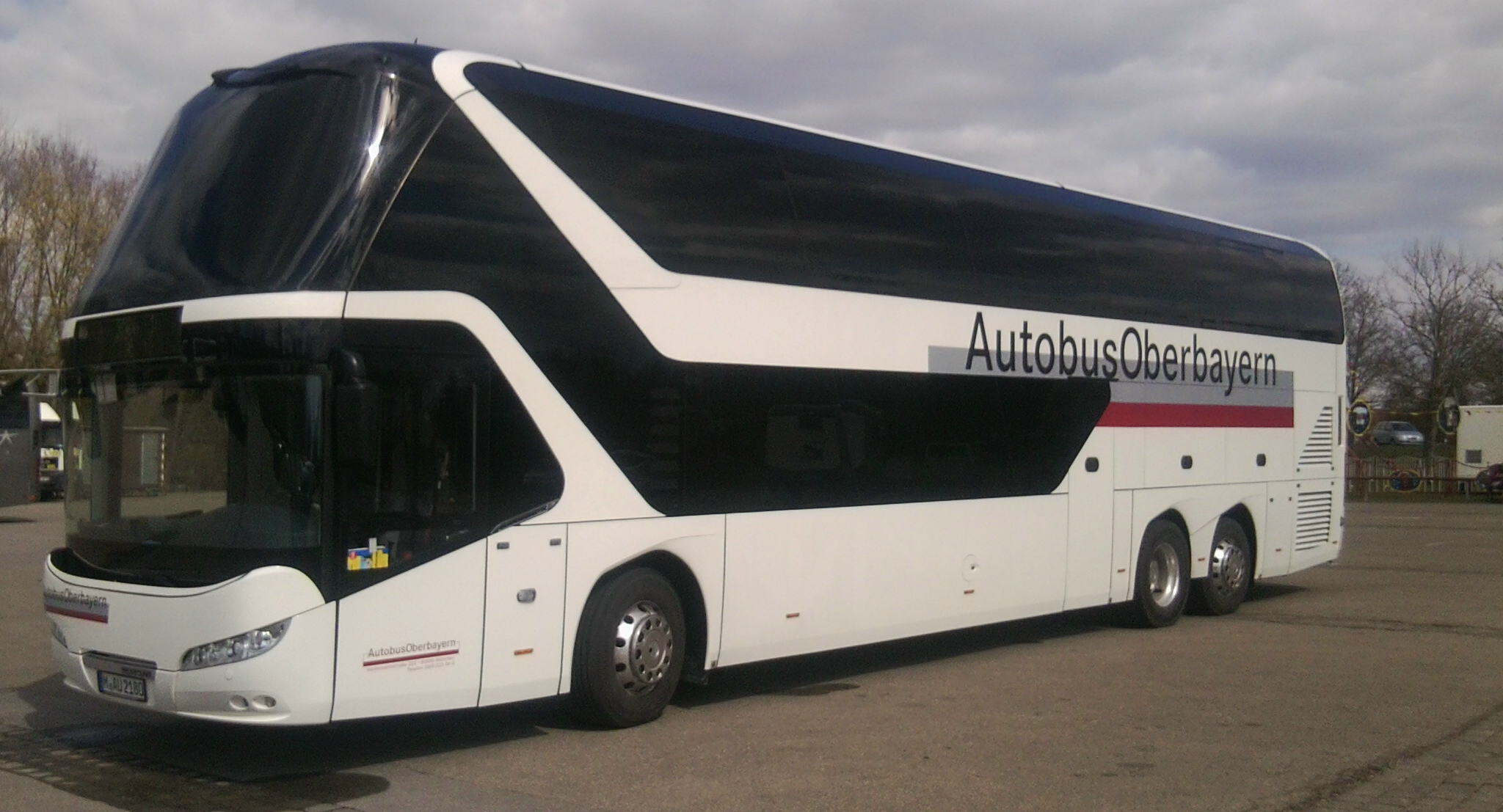
Neoplan Skyliner nowej generacji
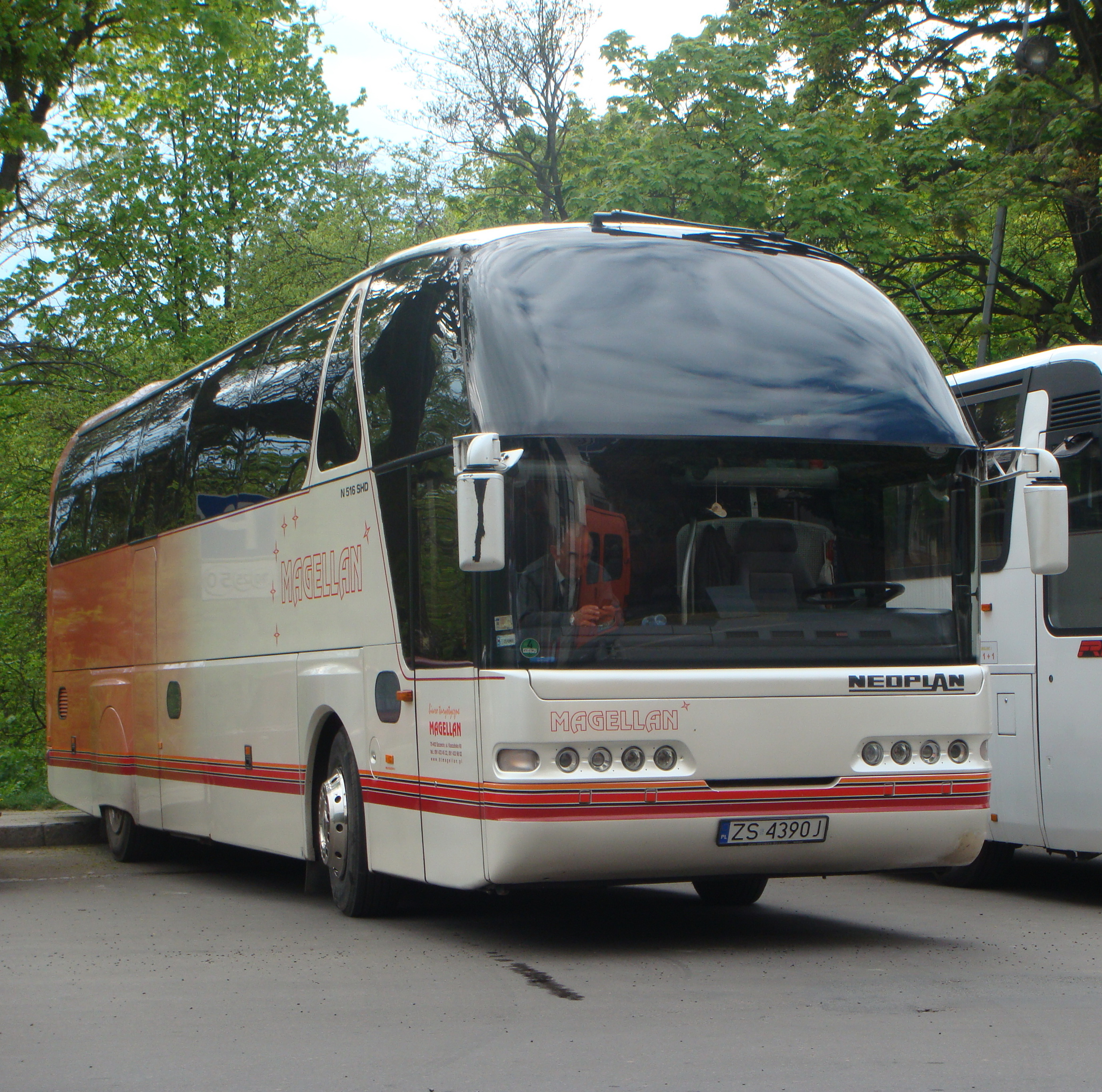
Neoplan Starliner I generacji
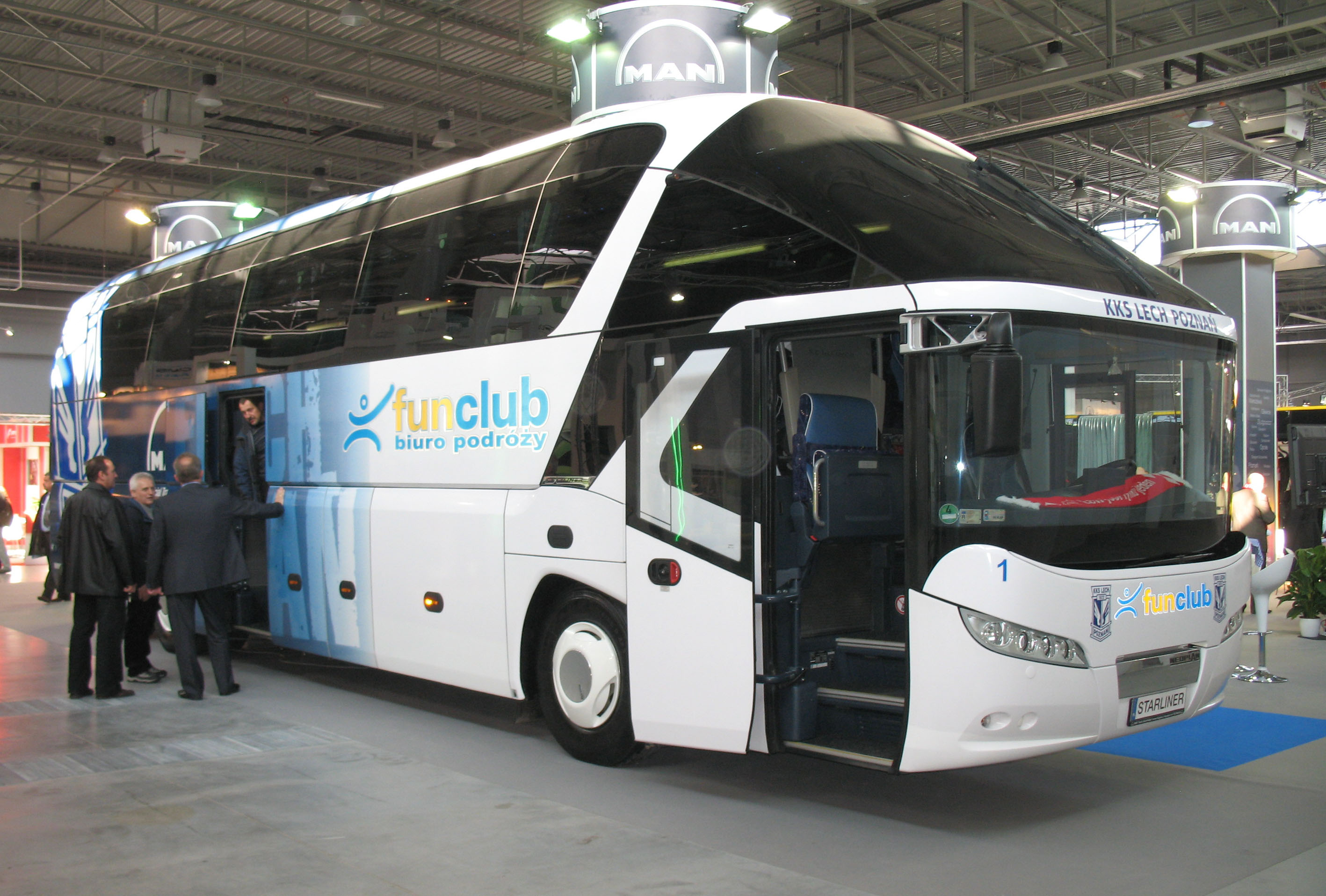
Neoplan Starliner II generacji